# Riveira (Navia de Suarna)
Riveira (llamada oficialmente Santo Estevo da Ribeira) es una parroquia y una aldea española del municipio de Navia de Suarna, en la provincia de Lugo, Galicia.

## Otras denominaciones
La parroquia también es conocida por los nombres de San Estebo de Ribeira y San Estevo da Ribeira.

## Organización territorial
La parroquia está formada por dos entidades de población:
- Balsa (A Balsa)
- Ribeira (A Ribeira)

## Demografía

### Parroquia
| Gráfica de evolución demográfica de Riveira (parroquia) entre 2000 y 2020 |
|                                                                           |
| Datos según el nomenclátor publicado por el INE.                          |

### Aldea
| Gráfica de evolución demográfica de Ribeira (aldea) entre 2000 y 2020 |
|                                                                       |
| Datos según el nomenclátor publicado por el INE.                      |